# Parc National de Marolambo
Le parc national de Marolambo est un parc national situé dans l’extrême Est de Madagascar, dans la région de Vatovavy_Fitovinany, et fait partie des 43 aires protégées de Madagascar. Il a été inauguré à Fandriana en juin 2016 par l'union Européenne et Madagascar National Parks.

## Géographie
Le parc national de Marolambo se situe dans la partie Est de Madagascar.
Il a une superficie de 95 063 hectares et s'étend sur plusieurs régions à Madagascar dont Antsinanana, Vatovavy, Fitovinany, Amoron'i Mania. Il est recouvert par des forêts denses humides primaires, des forêts dégradées et des forêts secondaire (Savoka). Plusieurs districts sont touchés par le parc comme : Marolambo dans la région Antsinanana, Antanifotsy du région Vakinakaratra, Fandriana dans la région Amoron'i Mania, Nosy Varika dans la région Fitovinany, Ifanadiana du région Vatovavy et  Ambositra dans la région Amoron'i Mania.

## Historique
En 2005, le corridor forestier de Marolambo a été protégé par le WWF, c'était un projet de restauration du paysage forestière : une lutte contre les pressions sur la forêt et la régénération  naturelle de la forêt.
Puis, de 2009 à 2015, l'association intercoopération de Madagascar s'est chargée du transfert de la gestion du parc à Madagascar National Parks.
Le parc national de Marolambo fait partie des 43 aires protégées de Madagascar, il est inauguré en juin 2016 entre l'Union Européenne et Madagascar National Parks à Fandriana

## Climat
Le climat de l'Altiplano est principalement caractérisé par un climat humide de l'Est et un climat subhumide des Hautes Terres, avec une saison des pluies qui s'étend de novembre à avril. La période la plus froide va de juin à août, où les températures peuvent chuter jusqu'à 3,1 °C. La saison la plus chaude se situe entre décembre et février, avec des températures pouvant atteindre 27,6 °C en septembre et novembre.

## Faune et flore

### Flore
Le site est constitué d'une forêt dense humide sempervirente de basse et moyenne altitude, abritant une grande variété d'épiphytes, notamment des orchidées. Les arbres tels que les Dalbergia, Canarium et Vitex peuvent y atteindre jusqu'à 25 m de hauteur. À partir des crêtes (1 800 m), on trouve des fourrés éricoïdes de mgne d'une hauteur d'environ 8 m.
La flore de la région se distingue par la présence de plusieurs espèces remarquables, une plante à fleurs remarquables, un arbre appartenant à la famille des légumineuses, un arbre fruitier connu pour ses fruits comestibles. Ces espèces contribuent à la diversité végétale locale et jouent un rôle important dans l'écosystème. La végétation de Marolambo a été analysée dans plusieurs études portant sur la gestion et la restauration des ressources naturelles. Les forêts de Marolambo s'étendent sur une chaîne montagneuse, orientée du nord au sud, composée de deux versants très différents :le versant est, faisant partie de la falaise de l’Est, caractérisé par un relief accidenté et des vallées profondes

### Faune
La faune du site comprend :

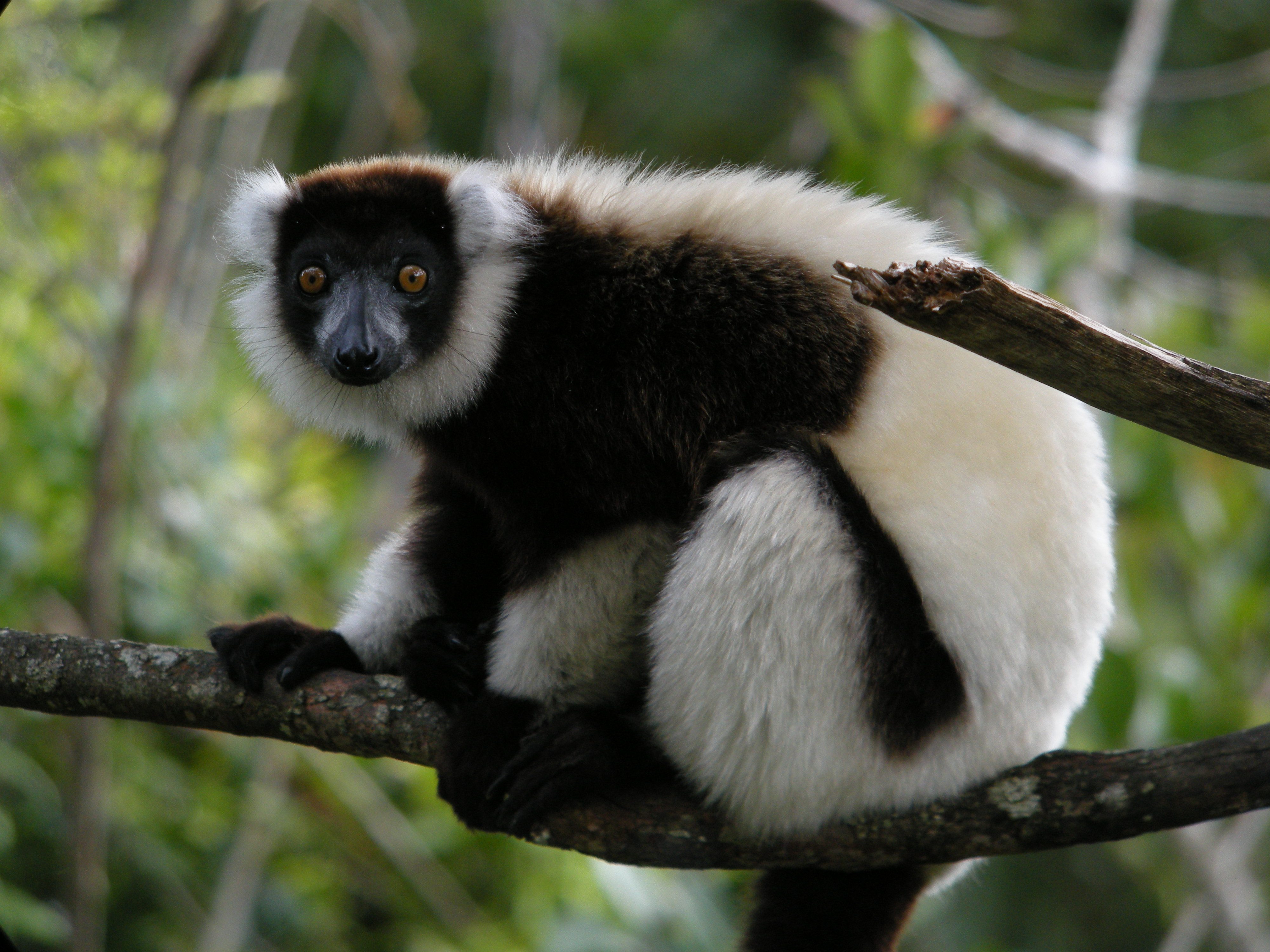
Varecia variegata.

- onze espèces de lémuriens (Varecia variegata, Propithecus edwardsii, Eulemur rubriventer, Hapalemur griseus, Lepilemur mustelinus, Eulemur fulvus, Avahi laniger, Microcebus rufus, Daubentonia madagascariensis, Cheirogaleus major, Microcebus marohita) ;

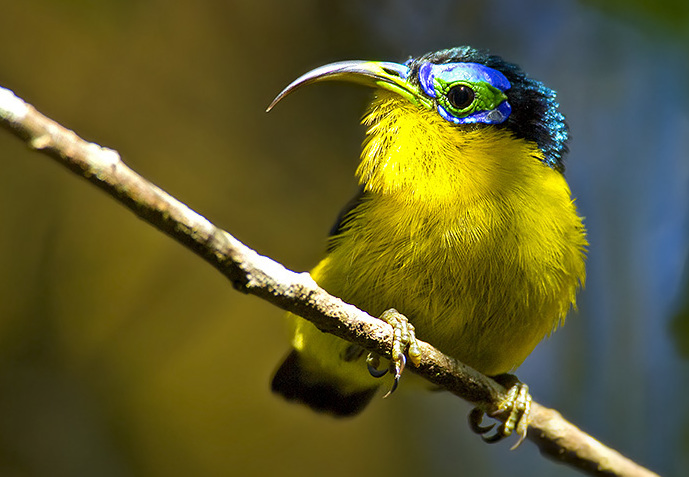
Neodrepanis hypoxantha

- une dizaine d’espèces d’oiseaux (Neodrepanis hypoxantha, Brachypteracias leptosomus, Brachypteracias squamigera, Phyllastrephus cinereiceps, Crossleyia xanthophrys, Atelornis crossleyi, Xenopirostris polleni, Monticola bensoni, Monticola sharpsi, Calicalicus madagascariensis, Lophotibis cristata, Phyllastrephus cinereiceps, Pseudobias wardi) ;

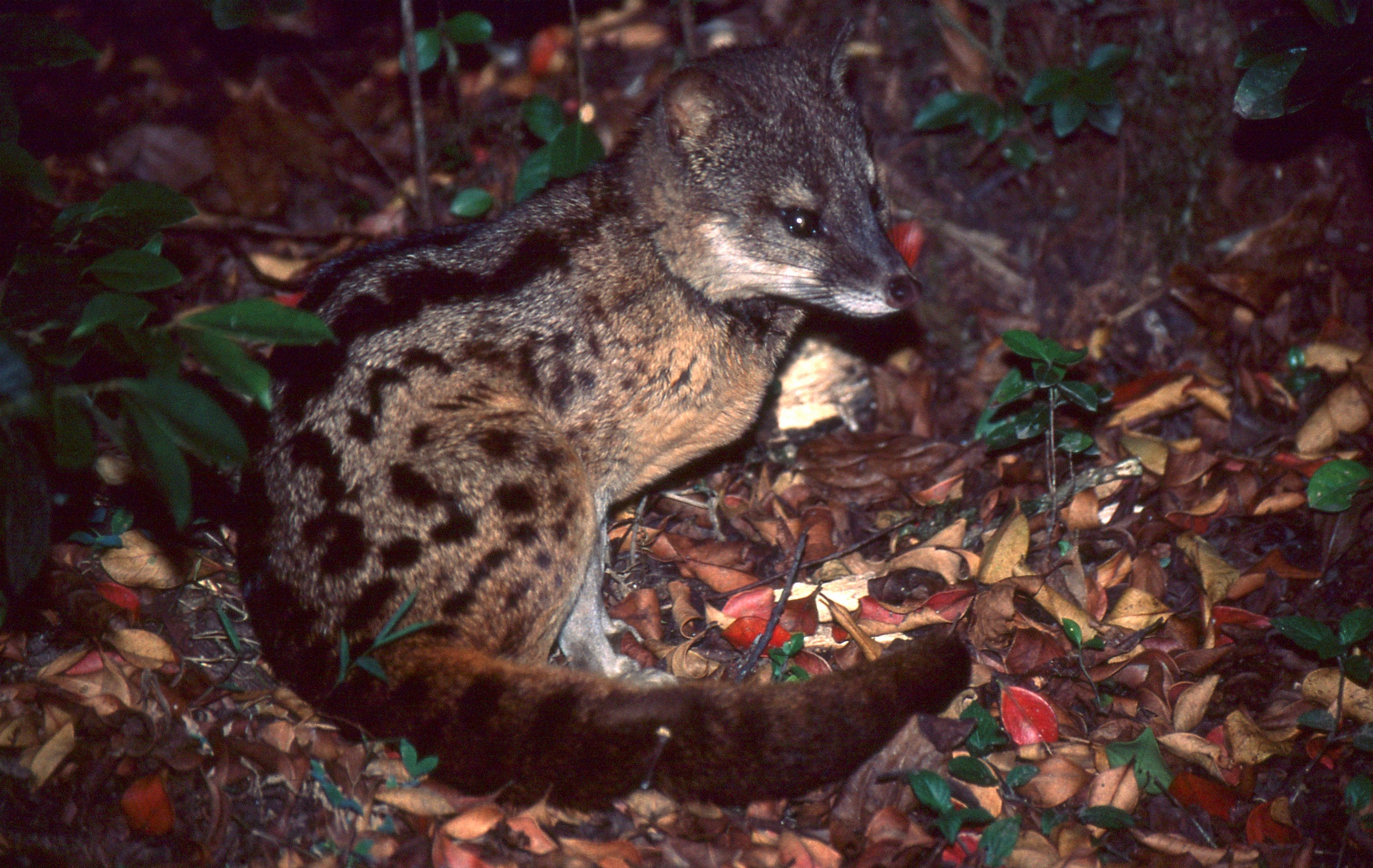
Fossa fossana

- quatre espèces de carnivores (Fossa fossana, Eupleres goudotii, Cryptoprocta ferox, Viverricula indica) ;
- deux espèces de chiroptères (une de la famille des Pteropodidae et une autre du sous-ordre des Microchiroptera) ;

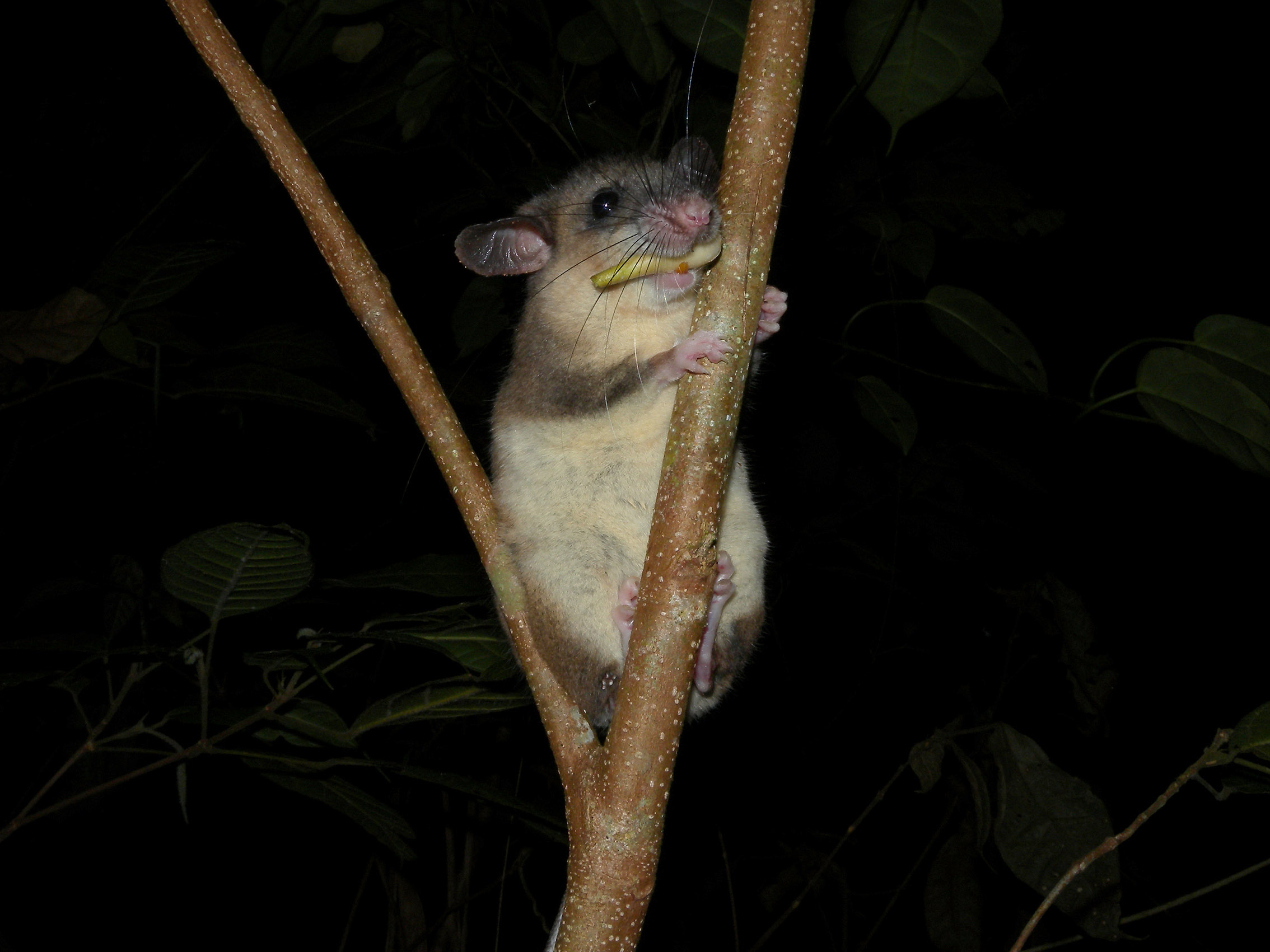
Eliurus sp.

- sept espèces de rongeurs (Gymnuromys roberti, Eliurus majori, Eliurus minori, Eliurus grandidieri, Eliurus tanala, Eliurus webbi, Nesomys rufus) ;
- une espèce d d'insectivore (Potamochoerus larvatus) ;
- une espèce d'ongulés ;

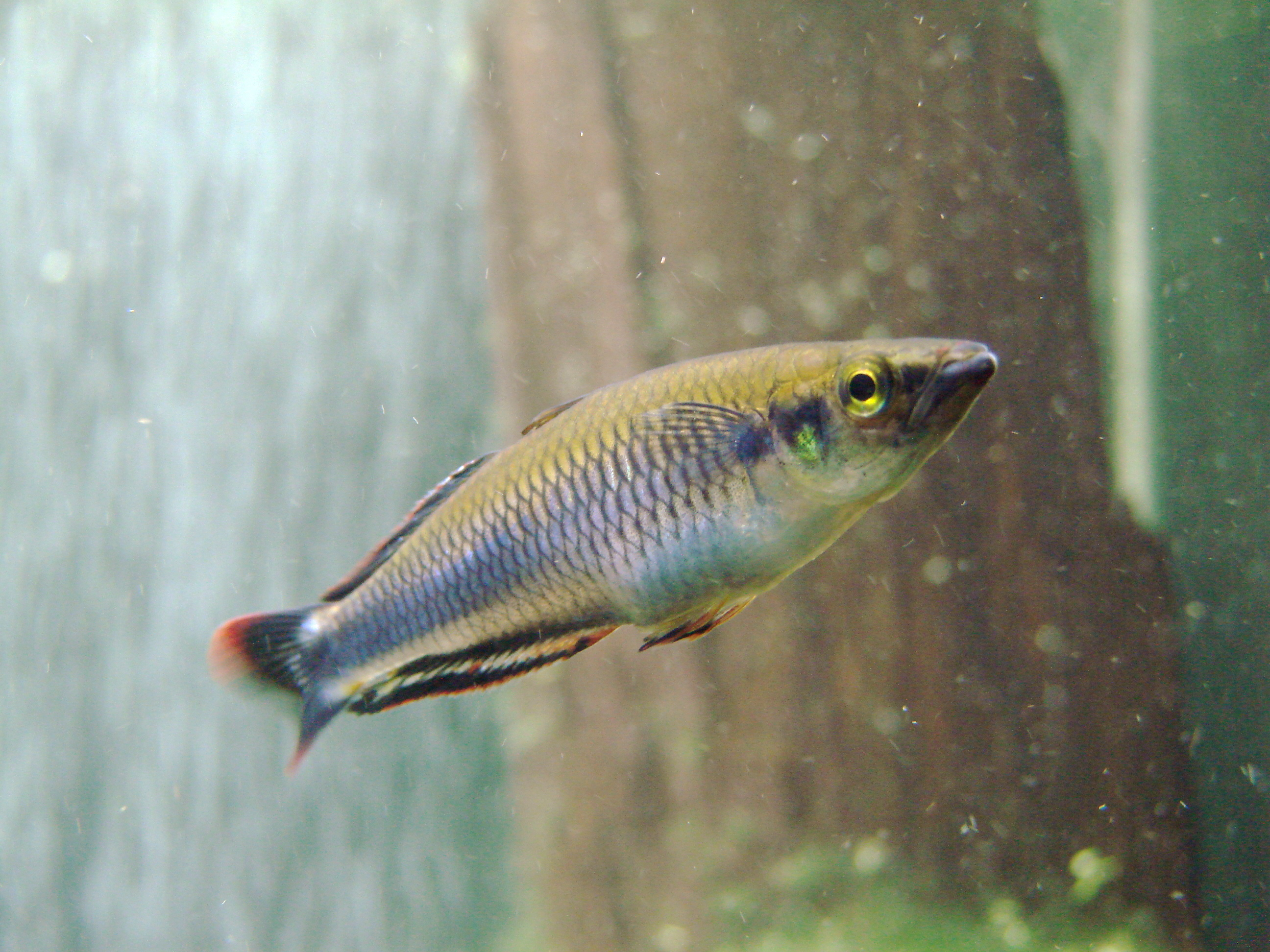
Bedotia geayi

- quatre espèces de poissons (dont Oxylapia polli, Bedotia marojejy, Katria katria) ;
- une vingtaine d'espèces de reptiles.

## Tourisme
L'aire protégée (AP) n'a pas d'infrastructures touristiques en place. Les conditions de visite, d'hébergement et de guidage doivent être discutées directement avec le gestionnaire au bureau principal du site.
Le secteur Nord est accessible depuis la commune de Belanitra, en passant par Antanifotsy, à 220 km d'Antananarivo (RN7), puis à pied jusqu'à Antenina, avec une base située à Ambohitompoina. À l'Est, l'accès se fait uniquement à pied, avec une base à Sahakevo. Au Sud, on y accède depuis Fasintsara (base du secteur Sud), située à 96 km d'Ambositra (en moto), puis à pied jusqu'à Ambinanisery. Enfin, à l'Ouest, on arrive depuis Tratrambolo, situé à environ 78 km de Fandriana via Miarinavaratra (en 4x4 ou moto), avec une base à Ankarinoro.